# Ovčiarsko
Ovčiarsko este o comună slovacă, aflată în districtul Žilina din regiunea Žilina. Localitatea se află la altitudinea de 429 m deasupra n.m., se întinde pe o suprafață de 4,89 km2 și în 2017 număra 629 de locuitori.

## Istoric
Localitatea Ovčiarsko este atestată documentar din 1289.

## Demografie
| An:                | 1994 | 2004    | 2014    | 2024    |
| ------------------ | ---- | ------- | ------- | ------- |
| Număr de persoane: | 423  | 483     | 621     | 744     |
| Diferență:         |      | +14,18% | +28,57% | +19,80% |

| An:                | 2023 | 2024   |
| ------------------ | ---- | ------ |
| Număr de persoane: | 735  | 744    |
| Diferență:         |      | +1,22% |